# Любчанский, Эдуард Рафаилович
Эдуард Рафаилович Любчанский (2 октября 1932, Кизел, Уральская область, РСФСР, СССР — 19 октября 2020, Челябинск-40, Челябинская область) — советский и российский ученый в области радиобиологии и токсикологии, третий директор Филиала № 1 института биофизики (ФИБ-1) (1985 - 1997). Член Правительственной комиссии Совета Министров СССР по ликвидации последствий радиационной аварии на Чернобыльской АЭС (1986). Кавалер Ордена Трудового Красного Знамени, ордена Дружбы. Кандидат медицинских наук (1967). Член КПСС (1980).

## Сфера научных интересов
Эдуард Рафаилович изучал вопросы метаболизма и биологического действия различных соединений плутония, урана и иных трансурановых нуклидов при его ингаляционном поступлении; занимался экспериментальным обоснованием предельно допустимых доз 239Pu и 241Am при поступлении через органы дыхания; изучал эффективность пентацина и новых комплексонов при выведении из организма различных соединений ряда трансурановых элементов при повышении химической безопасности лечения. Автор и соавтор 5 монографий и более 200 научных работ .

## Биография
Эдуард Рафаилович Любчанский родился в г. Кизел Пермской области в семье врачей (Рафаил Маркович Любчанский и Зоя Викторовна Кукшинова). В 1936 г. семья переехала в связи с переводом Р. М. Любчанского по службе в г. Пушкин Ленинградской области, с 1940 г. учился в средней школе. В июле 1941 г. был эвакуирован в г. Свердловск вместе с матерью и старшей сестрой. В Свердловске в 1950 г. окончил школу с серебряной медалью и поступил на лечебно-профилактический факультет Свердловского Государственного медицинского института. Уже в 1952 - 1954 гг. выполнил 2 научные работы, отмеченные Грамотами Министерства высшего образования СССР. В 1956 г. окончил институт с отличием и был направлен в г. Челябинск-40 в Южно-Уральское Управление строительства (ЮУУС), где в течение 3-х лет (1956 — 1959 гг.) работал младшим врачом гарнизонного госпиталя . В момент взрыва емкости («банки») для хранения высокоактивных радиоактивных отходов на территории химкомбината «Маяк» («Кыштымская авария» 29 сентября 1957 года) был дежурным по части и почти сутки находился в трех километрах от эпицентра взрыва. Получил дозу облучения около 500 мЗв.

Мощность доз на территории нашей воинской части достигала 6 рентген в час (в сотню тысяч раз выше безопасного для человека уровня), а в помещениях — трёх рентген в час.— из интервью Э. Р. Любчанского

### ФИБ-1
С 1.09.1959 г. поступил на работу в токсикологическую лабораторию экспериментального отдела Филиала № 1 Института биофизики МЗ СССР (впоследствии ЮУрИБФ) на должность старшего лаборанта.
С 1960 г.  младший научный сотрудник.
В 1967 г. защитил кандидатскую диссертацию на соискание ученой степени кандидата медицинских наук по закрытой теме "Закономерности поведения плутония-239 при ингаляции его растворимых соединений" (науч. рук. д.м.н. проф. Ю. И. Москалев, д.м.н. Л. А. Булдаков).
С 1969 г.  старший научный сотрудник.
В 1971 г. переведен заведующим лабораторией ускорения выведения радиоактивных изотопов (лаборатория 10).
С 1980 г. заместитель заведующего Филиала по научной работе (в связи с отъездом в Москву Л. А. Булдакова).
С 18.11.1985 г. по 02.03.1997 гг. являлся заведующим Южно-уральского института биофизики. В последующие годы — заместитель заведующего по научной работе, заведующий лабораторией. С 2003 г. советник директора ЮУрИБФ С. А. Романова по научным вопросам.

### Чернобыль
Участвовал в ликвидации последствий аварии на Чернобыльской АЭС. С 23 июля по 14 сентября 1986 входил в состав Правительственной комиссии по ликвидации последствий аварии на ЧАЭС от Минздрава СССР, отвечая за медико-санитарное обеспечение здоровья персонала ЧАЭС, ликвидаторов и населения в Чернобыле. Занимался медицинским отбором ликвидаторов, обследованием пострадавших и при необходимости направлением их в главную клинику Института биофизики в Москву, где их принимала радиолог А. К. Гуськова. Опыт Э. Р. Любчанского и других сотрудников института, полученный в ходе ликвидации аварии на ПО «Маяк» в 1957 г., лег в основу действий при ликвидации последствий аварии на Чернобыльской АЭС и помог другим врачам, не имевшим практического опыта лечения радиационных поражений . За большой вклад в ликвидацию последствий аварии был награжден орденом Трудового Красного Знамени.
Скончался 19 октября 2020 г. в результате осложнений на фоне заболевания коронавирусной инфекцией.

## Семья
- Отец — Рафаил Маркович Любчанский (21.12.1899 - 14.07.1983), военный врач, подполковник медслужбы, награжден Орденом Красной Звезды (1951), медалями "За оборону Ленинграда" (1943), «За взятие Берлина», «За победу над Германией в Великой Отечественной войне 1941–1945 гг.», "За взятие Кенигсберга" (1945), «За боевые заслуги» (1949);[4]
- Мать — Зоя Викторовна Любчанская (Кукшинова) (1903 - 1993), врач-педиатр;
- Дядя — Лев Маркович Любчанский (1910, Замирье, Брестская обл. - 29.09.1942, д. Синявино, Ленинградская обл), ст. лейтенант ГБ, зам. начальника ОО НКВД 294-й стрелковой дивизии Волховского фронта. Член ВКП(б);[5][6]
  - Жена — Людмила Дмитриевна Любчанская (Катаева) (26.05.1934), врач, акушер-гинеколог;
    - Сын — Любчанский Сергей Эдуардович (род. 16.07.1955), работал на химкомбинате «Маяк»;
    - Сын — Любчанский Илья Эдуардович (род. 18.12.1964), историк, археолог, кандидат ист. наук (2000), доцент кафедры археологии, этнографии и социоестественной истории ЧелГУ, ученый секретарь Центра историко-культурного наследия г. Челябинска.[7]

## Награды и почетные звания
- орден Трудового Красного Знамени №1250545 (1986) [8]
- орден «Дружбы» №1733 (1996) [9]
- медаль «За доблестный труд. В ознаменование 100-летия со дня рождения В.И. Ленина»
- медаль «Ветеран труда»
- знак «Отличник здравоохранения»
- благодарности от Министерства здравоохранения и медицинской промышленности, Федерального Управления «Медбиоэкстрем»